# ريتشارد رودريغيز
ريتشارد رودريغيز (بالإنجليزية: Richard Rodriguez)‏ هو صحفي أمريكي، ولد في 31 يوليو 1944 في سان فرانسيسكو في الولايات المتحدة.

## وصلات خارجية
- ريتشارد رودريغيز على موقع الموسوعة البريطانية (الإنجليزية)
- ريتشارد رودريغيز على موقع إن إن دي بي (الإنجليزية)